# Stängelumfassendes Habichtskraut
Das Stängelumfassende Habichtskraut (Hieracium amplexicaule) ist eine Pflanzenart aus der Gattung der Habichtskräuter (Hieracium) innerhalb der Familie der Korbblütler (Asteraceae). Sie ist in Mittel-, Südost-, Südwesteuropa und Nordafrika weit verbreitet.

## Beschreibung

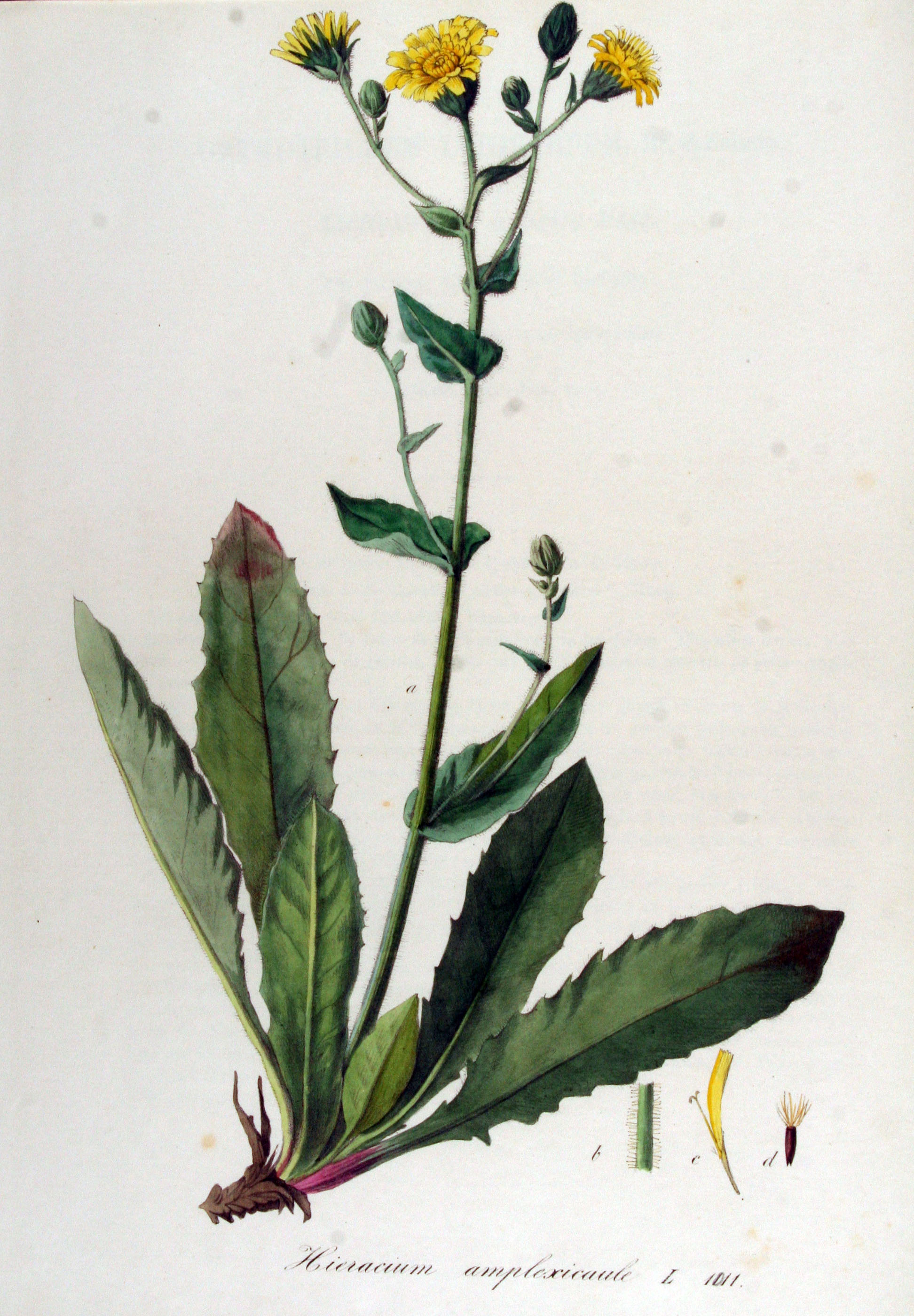
Illustration aus Flora Batava, Volume 13

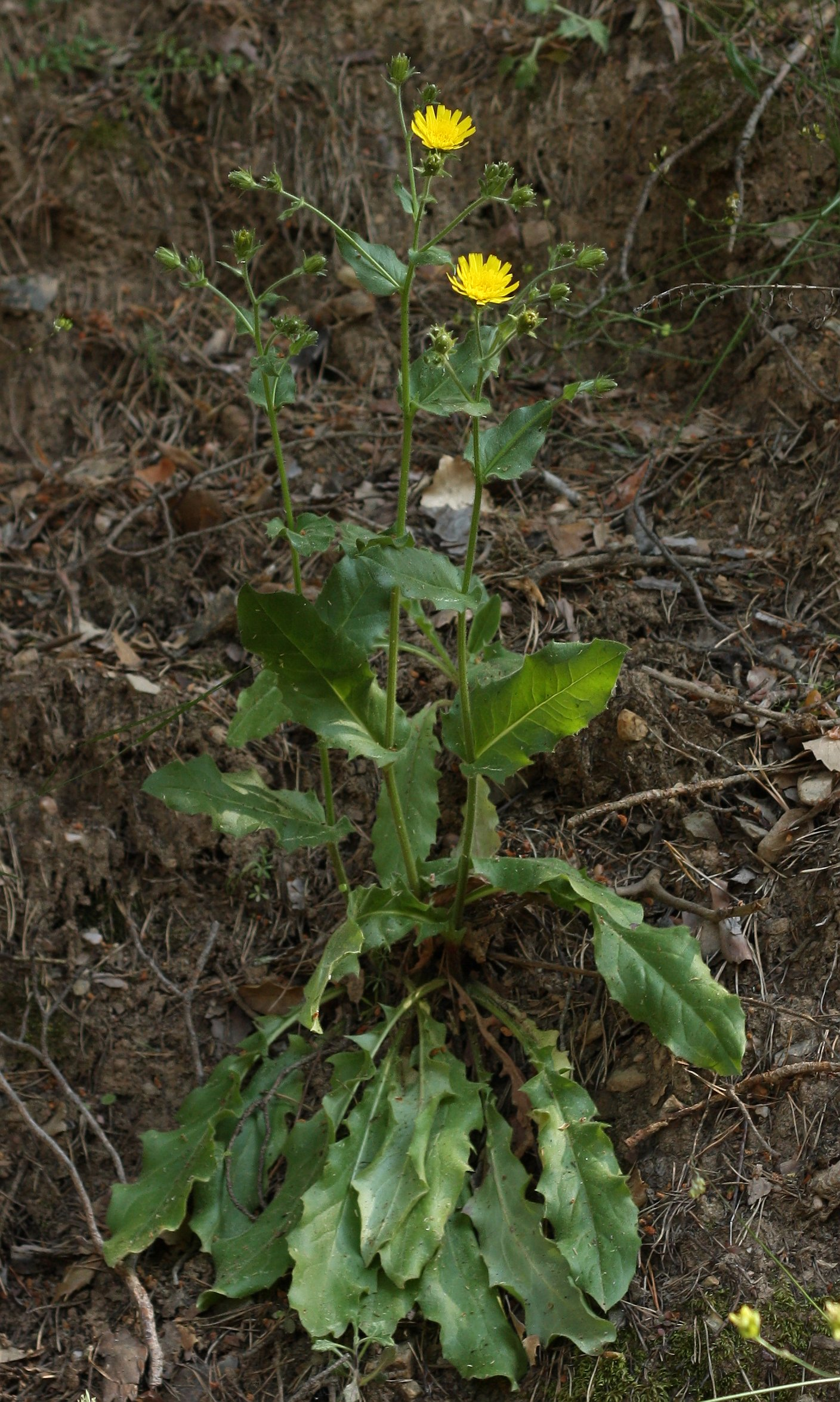
Habitus, Laubblätter und Gesamtblütenstand

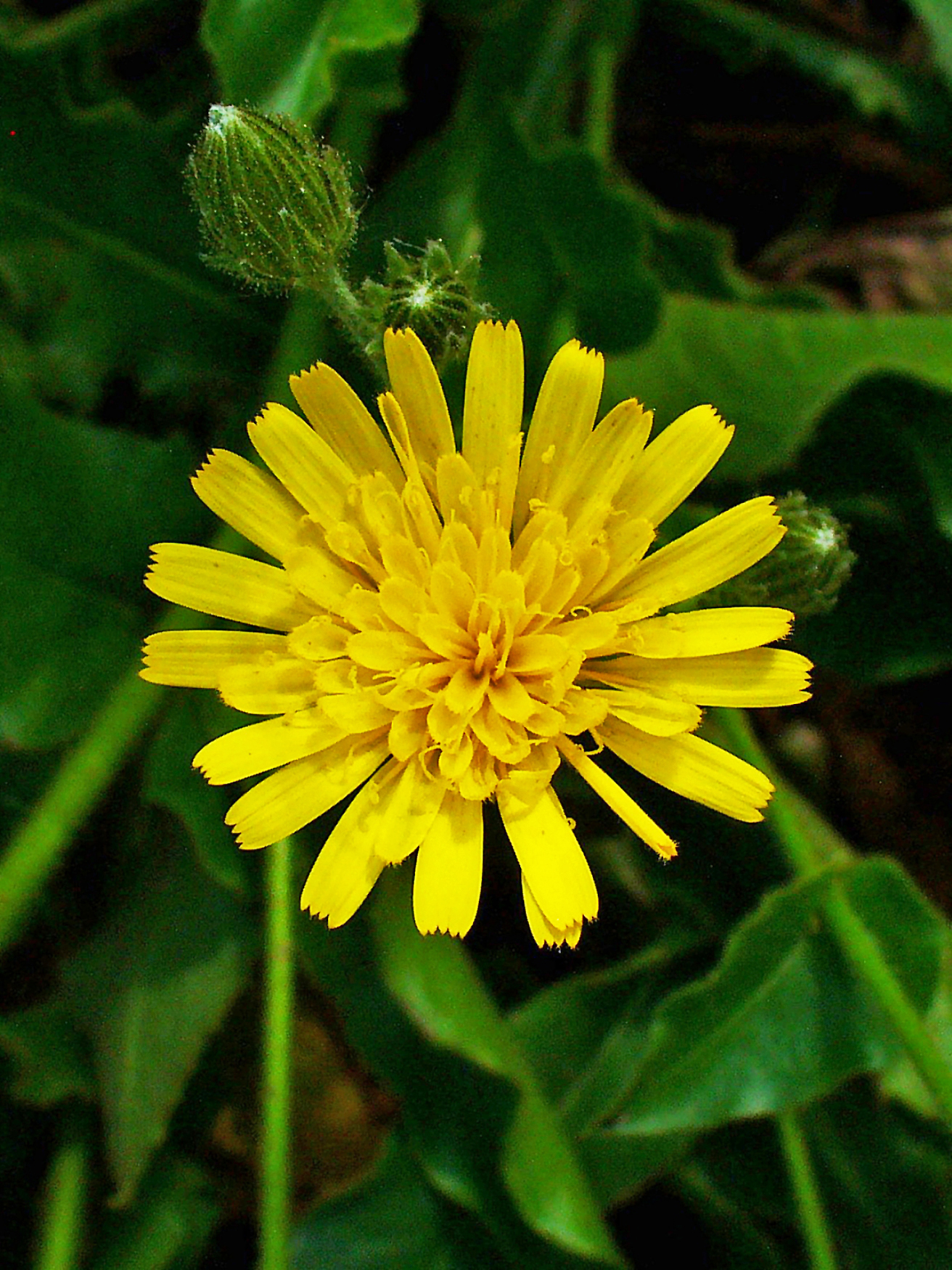
Blütenkörbchen mit den fünfzipfeligen Zungenblüten im Detail

### Erscheinungsbild und Blatt
Das Stängelumfassende Habichtskraut wächst als überwinternd grüne, ausdauernde krautige Pflanze, die Wuchshöhen von 10 bis 50 Zentimeter erreicht. Die Stängel ist im unteren Bereich dicht lang klebrig-drüsig behaart und dadurch auch duftend, oben schwach mit Drüsen- und Sternhaaren behaart bis kahl.
Die Laubblätter stehen in einer grundständigen Blattrosette zusammen und sind wechselständig am Stängel verteilt angeordnet. Die spateligen bis lanzettlichen Grundblätter besitzen einen gezähnelten bis grob buchtig gezähnten Blattrand. Die Blattoberseite und der Blattrand kann kahl bis deutlich behaart sein. Von den meist drei bis sechs selten bis zu zehn Stängelblättern sind die unteren spatelig wie die Grundblätter oder breit-lanzettlich, eiförmig bis verkehrt-eiförmig mit breiten und spitzen Zähnen und in einen Stiel verschmälert, die oberen häufig kurz und eiförmig, alle sind mit geöhrtem oder herzförmigem, breitem Spreitengrund stängelumfassend und meist nach oben hin kleiner werdend.

### Blütenstand, Blüte und Frucht
Die Blütezeit reicht von Juni bis August. Der hoch gabelige bis locker rispige Gesamtblütenstand besitzt meist zwei bis vier (ein bis sechs) Verzweigungen und er enthält selten nur 2, meist 5 bis 25 körbchenförmige Teilblütenstände. Die meist kahlen Hüllblätter sind 10 bis 16 Millimeter lang und reichlich drüsig behaart. Die Blütenkörbe enthalten nur Zungenblüten. Die hell- bis sattgelben Zungenblüten besitzen stark bewimperte Kronzähne.
Die schwarzen Achänen sind etwa 4 Millimeter lang.
Die Chromosomenzahl beträgt 2n = 27 oder 36.

## Ökologie
Das Stängelumfassende Habichtskraut ist ein Hemikryptophyt.

## Vorkommen
Das Stängelumfassende Habichtskraut besitzt in Europa eine mittel- und südwesteuropäische Verbreitung.
Es gibt ursprüngliche Vorkommen in Deutschland, Österreich, Liechtenstein, in der Schweiz, Monaco, in den Niederlanden,  in Ungarn (unsicher), Frankreich (inklusive Korsika und Kanalinseln), Portugal, Andorra, Gibraltar, Spanien (inklusive Balearen), Italien (inklusive Sardinien unsicher), San Marino, Vatikanstaat, Slowenien, Kroatien, Montenegro, Albanien, Griechenland, Algerien und Marokko. In Großbritannien, Belgien, Schweden und Polen ist die Art ein Neophyt.
Das Stängelumfassende Habichtskraut braucht etwas feuchten, kalk- und feinerdehaltigen oder sehr kalkarmen, aber nur schwach saure Substrate.
Es besiedelt Fels- und Mauerspalten, Ruheschutthalden und steinig-lückige alpine Rasen meist in Höhenlagen zwischen 800 und 1800 Meter. In den Allgäuer Alpen steigt es von 800 Metern Meereshöhe über der Tiefenbacher Straße bei Jauchen nahe Oberstdorf bis zu 1928 m Meereshöhe am Gipfel des Seeköpfel bei Oberstdorf auf. In den Alpen steigt es bis 2600 Meter auf, in Marokko bis 3900 Meter. Es ist in Mitteleuropa eine Charakterart der Klasse Asplenietea trichomanis.
Die ökologischen Zeigerwerte nach Landolt et al. 2010 sind in der Schweiz: Feuchtezahl F = 2 (mäßig trocken), Lichtzahl L = 4 (hell), Reaktionszahl R = 3 (schwach sauer bis neutral), Temperaturzahl T = 2+ (unter-sublpin und ober-montan), Nährstoffzahl N = 2 (nährstoffarm), Kontinentalitätszahl K = 4 (subkontinental).
Im Südschwarzwald tritt es nur vereinzelt auf, im Schweizer Jura und in den Alpen findet man es zerstreut. Außerhalb der Gebirge, wo es an manchen Burgmauern angepflanzt wurde, ist es verwildert und auch beständig geblieben.

## Systematik
Die Erstveröffentlichung von Hieracium amplexicaule erfolgte 1753 durch Carl von Linné in Species Plantarum, Band 2, S. 803. Synonyme für Hieracium amplexicaule L. sind: Hieracium balsameum Asso, Hieracium tappeineri (Murr & Zahn) Prain, Hieracium amplexicaule subsp. tappeineri (Murr & Zahn) Dalla Torre & Sarnth., Hieracium amplexicaule var. tappeineri Murr & Zahn. Das Artepitheton amplexicaule bedeutet stängelumfassend.
Es gibt viele Unterarten von der Art Hieracium amplexicaule:
- Hieracium amplexicaule L. subsp. amplexicaule
- Hieracium amplexicaule subsp. atlanticum (Fr.) Zahn: Sie kommt in Algerien und Marokko vor.[5]
- Hieracium amplexicaule subsp. attracticaule (Arv.-Touv.) Greuter: Sie kommt in Spanien vor.[5]
- Hieracium amplexicaule subsp. balleyanum Zahn: Sie kommt in Frankreich vor.[5]
- Hieracium amplexicaule subsp. belveriense (Arv.-Touv. & Gaut.) Zahn: Sie kommt in Spanien vor.[5]
- Hieracium amplexicaule subsp. berardianoides Zahn: Sie kommt in Frankreich und in Italien vor.[5]
- Hieracium amplexicaule subsp. berardianum (Arv.-Touv.) Zahn: Sie kommt in Marokko, Spanien, Andorra, Frankreich, Korsika, der Schweiz, Italien, Österreich, Deutschland, Liechtenstein, Slowenien, Kroatien, Albanien und Montenegro vor.[5]
- Hieracium amplexicaule subsp. cadinense (Evers) Zahn: Sie kommt in Frankreich, Italien, Österreich und Slowenien vor.[5]
- Hieracium amplexicaule subsp. chenevardianum Zahn: Sie kommt in Spanien, Frankreich, Korsika, Italien, der Schweiz und in Österreich vor.[5]
- Hieracium amplexicaule subsp. euplecum (Sudre) Zahn: Sie kommt in Frankreich vor.[5]
- Hieracium amplexicaule subsp. fouresii (Sudre) Zahn: Sie kommt in Frankreich vor.[5]
- Hieracium amplexicaule subsp. neopetraeum Zahn: Sie kommt in Italien vor.[5]
- Hieracium amplexicaule subsp. olivicolor Jahand. & Zahn: Sie kommt in Marokko vor.[5]
- Hieracium amplexicaule subsp. peyerimhoffii (Maire) Zahn: Sie kommt in Algerien vor.[5]
- Hieracium amplexicaule subsp. pseudocerinthoides (Arv.-Touv.) Zahn: Sie kommt in Marokko, Korsika und Frankreich vor.[5]
- Hieracium amplexicaule subsp. pseudoligusticum (Gremli) Zahn: Sie kommt in Frankreich, Korsika, Italien und in der Schweiz vor.[5]
- Hieracium amplexicaule subsp. pulmonarioides (Vill.) Zahn: Sie kommt ursprünglich in Spanien, Frankreich, Korsika, Deutschland, der Schweiz, Österreich, Italien vor und wurde nach Großbritannien und Schweden eingeschleppt.[5]
- Hieracium amplexicaule subsp. segranum (Arv.-Touv.) Zahn: Sie kommt in Spanien vor.[5]
- Hieracium amplexicaule subsp. shuttleworthianum (Rouy) Zahn: Sie kommt in Frankreich vor.[5]
- Hieracium amplexicaule subsp. sonchophyllum (Arv.-Touv. & Cadevall) Zahn: Sie kommt in Spanien und in Frankreich vor.[5]
- Hieracium amplexicaule subsp. spelaeum (Arv.-Touv.) Zahn: Sie kommt in Portugal, Frankreich, Korsika, der Schweiz, Liechtenstein, Österreich und Italien vor und ist in Großbritannien, Deutschland und den Niederlanden ein Neophyt.[5]